# Brecht Dejaegere
Brecht Dejaegere, né le 29 mai 1991 à Ostende en Belgique, est un footballeur belge qui joue au poste de milieu de terrain au KV Courtrai, dont il est actuellement le capitaine.

## Biographie

### En club

#### Élément majeur de La Gantoise
Formé au Club Bruges KV, Brecht Dejaegere termine sa formation au KV Courtrai et y fait ses débuts professionnels en 2010.
Les bonnes performances du joueur dans le club flamand vont attirer l'attention de La Gantoise qui le signe pour cinq ans le 9 août 2013. 
Il s'impose rapidement dans le club gantois et va contribuer à l'obtention du titre de champion de Belgique en 2015. Dejaegere participe également au beau parcours du club en Ligue des champions en battant notamment l'Olympique lyonnais, Valence ou encore le Zénith Saint-Pétersbourg avant d'échouer en huitième de finale contre Wolfsburg au terme d'une manche pourtant dominée par les Belges.
À la fin de la saison 2015-2016, Dejaegere est touché aux ligaments croisés du genou et se retrouve écarté des terrains pendant environ six mois. Il est finalement de retour en octobre 2016. Malgré cette blessure, le joueur continue de se faire remarquer dans le monde du football belge avec ses dribbles et sa qualité de frappe. La Gantoise va créer la surprise en éliminant Tottenham en Ligue Europa dans un match où Dejaegere reçoit un violent tacle de Dele Alli qui aurait pu casser la jambe du Belge.
Le 19 novembre 2017, Dejaegere marque d'un retourné acrobatique permettant à son équipe de s'imposer 3-0 face au KSC Lokeren.
Le 4 février 2018, Dejaegere prolonge son contrat avec La Gantoise jusqu'en 2022.

#### Trois saisons avec Toulouse
Le 11 septembre 2020, Dejaegere est prêté au Toulouse FC pour une saison assortie d'une option d'achat.
Dejaegere joue son premier match toulousain le 14 septembre 2020 en remplaçant Amine Adli contre Sochaux lors de la troisième journée de Ligue 2.
Avec ses compères, Stijn Spierings et Branco van den Boomen, ils forment un milieu de terrain très complémentaire[réf. nécessaire].
Après une saison pleine, Brecht Dejaegere est définitivement transféré au Toulouse FC le 31 mai 2021 au lendemain du barrage retour d'accession en Ligue 1.

#### Suite en MLS avec Charlotte
Libre de tout contrat à l'issue de la saison 2022-2023, Brecht Dejaegere s'engage pour deux ans et demi en faveur du Charlotte FC, franchise de Major League Soccer, le 13 juillet 2023. Il dispute sa première rencontre – floqué du numéro 10 dans le dos – avec le club de Caroline du Nord le 7 août 2023, remplaçant Scott Arfield à l'heure de jeu dans une victoire 2-1 face au Dynamo de Houston en huitièmes de finale de Leagues Cup.

#### Retour en Belgique
Mis à l'écart par le club de Caroline du Nord, lors du mercato estival 2024, Dejaegere décide de revenir dans le club de ses débuts, le KV Courtrai.

### En sélections nationales
Brecht Dejaegere se blesse à la fin de la saison 2015-2016 et ne peut être sélectionné pour l'Euro 2016.

## Style de jeu
Agile, rapide et bon dribbleur, ses percussions déstabilisent les défenses adverses et ouvrent des brèches pour ses coéquipiers.
Brecht est l'objet de multiples fautes, tant il est difficile de lui chiper la balle. Sa qualité de passe dans les 16 derniers mètres, fait de lui l'un des meilleurs passeurs du championnat de Ligue 2 2020-2021.
Principalement milieu offensif, il peut être utilisé comme latéral ou au cœur du jeu.

## Statistiques

### En club
| Saison                | Club                  | Championnat           | Championnat | Championnat | Championnat | Coupe(s) nationale(s) | Coupe(s) nationale(s) | Coupe(s) nationale(s) | Supercoupe | Supercoupe | Supercoupe | Compétition(s) continentale(s) | Compétition(s) continentale(s) | Compétition(s) continentale(s) | Compétition(s) continentale(s) | Autres compétitions | Autres compétitions | Autres compétitions | Autres compétitions | Total | Total | Total |
| Saison                | Club                  | Division              | M.          | B.          | P.d.        | M.                    | B.                    | P.d.                  | M.         | B.         | P.d.       | Comp.                          | M.                             | B.                             | P.d.                           | Comp.               | M.                  | B.                  | P.d.                | M.    | B.    | P.d.  |
| 2010-2011             | KV Courtrai           | Division 1            | 1           | 0           | 0           | -                     | -                     | -                     | -          | -          | -          | -                              | -                              | -                              | -                              | PO2                 | 5                   | 0                   | 0                   | 6     | 0     | 0     |
| 2011-2012             | KV Courtrai           | Division 1            | 14          | 1           | 1           | 5                     | 0                     | 0                     | -          | -          | -          | -                              | -                              | -                              | -                              | PO1                 | 9                   | 0                   | 1                   | 28    | 1     | 2     |
| 2012-2013             | KV Courtrai           | Division 1            | 29          | 3           | 3           | 5                     | 1                     | 0                     | -          | -          | -          | -                              | -                              | -                              | -                              | PO2                 | 4                   | 0                   | 0                   | 38    | 4     | 3     |
| 2013-2014             | KV Courtrai           | Division 1            | 2           | 0           | 0           | -                     | -                     | -                     | -          | -          | -          | -                              | -                              | -                              | -                              | PO2+BE              | -                   | -                   | -                   | 2     | 0     | 0     |
| Sous-total            | Sous-total            | Sous-total            | 46          | 4           | 4           | 10                    | 1                     | 0                     | -          | -          | -          | -                              | -                              | -                              | -                              | -                   | 18                  | 0                   | 1                   | 74    | 5     | 5     |
| 2013-2014             | KAA La Gantoise       | Division 1            | 23          | 1           | 4           | 6                     | 0                     | 0                     | -          | -          | -          | -                              | -                              | -                              | -                              | PO2                 | 3                   | 0                   | 0                   | 32    | 1     | 4     |
| 2014-2015             | KAA La Gantoise       | Division 1            | 26          | 4           | 6           | 5                     | 1                     | 0                     | -          | -          | -          | -                              | -                              | -                              | -                              | PO1                 | 10                  | 1                   | 2                   | 41    | 6     | 8     |
| 2015-2016             | KAA La Gantoise       | Division 1            | 25          | 7           | 6           | 4                     | 2                     | 1                     | 1          | 0          | 0          | C1                             | 6                              | 0                              | 1                              | PO1                 | -                   | -                   | -                   | 36    | 9     | 8     |
| 2016-2017             | KAA La Gantoise       | Division 1A           | 17          | 1           | 2           | 2                     | 0                     | 0                     | -          | -          | -          | C3                             | 7                              | 0                              | 0                              | PO1                 | 8                   | 0                   | 0                   | 34    | 1     | 2     |
| 2017-2018             | KAA La Gantoise       | Division 1A           | 26          | 2           | 3           | 2                     | 0                     | 1                     | -          | -          | -          | C3                             | 2                              | 0                              | 0                              | PO1                 | 9                   | 1                   | 0                   | 39    | 3     | 4     |
| 2018-2019             | KAA La Gantoise       | Division 1A           | 27          | 1           | 2           | 4                     | 0                     | 0                     | -          | -          | -          | C3                             | 3                              | 0                              | 0                              | PO1                 | 7                   | 1                   | 0                   | 41    | 2     | 2     |
| 2019-2020             | KAA La Gantoise       | Division 1A           | 14          | 0           | 0           | 1                     | 0                     | 0                     | -          | -          | -          | C3                             | 8                              | 1                              | 2                              | -                   | -                   | -                   | -                   | 23    | 1     | 2     |
| 2020-2021             | KAA La Gantoise       | Division 1A           | 1           | 0           | 0           | -                     | -                     | -                     | -          | -          | -          | C1                             | -                              | -                              | -                              | PO2                 | -                   | -                   | -                   | 1     | 0     | 0     |
| Sous-total            | Sous-total            | Sous-total            | 159         | 16          | 23          | 24                    | 3                     | 2                     | 1          | 0          | 0          | -                              | 26                             | 1                              | 3                              | -                   | 37                  | 3                   | 2                   | 247   | 23    | 30    |
| 2020-2021             | Toulouse FC (prêt)    | Ligue 2               | 32          | 3           | 10          | -                     | -                     | -                     | -          | -          | -          | -                              | -                              | -                              | -                              | BR                  | 3                   | 0                   | 0                   | 35    | 3     | 10    |
| 2021-2022             | Toulouse FC           | Ligue 2               | 27          | 2           | 4           | 3                     | 0                     | 0                     | -          | -          | -          | -                              | -                              | -                              | -                              | -                   | -                   | -                   | -                   | 30    | 2     | 4     |
| 2022-2023             | Toulouse FC           | Ligue 1               | 30          | 4           | 1           | 5                     | 0                     | 0                     | -          | -          | -          | -                              | -                              | -                              | -                              | -                   | -                   | -                   | -                   | 35    | 4     | 1     |
| Sous-total            | Sous-total            | Sous-total            | 89          | 9           | 15          | 8                     | 0                     | 0                     | -          | -          | -          | -                              | -                              | -                              | -                              | -                   | 3                   | 0                   | 0                   | 100   | 9     | 15    |
| 2023                  | Charlotte FC          | MLS                   | 9           | 1           | 0           | -                     | -                     | -                     | -          | -          | -          | LCup                           | 2                              | 0                              | 0                              | PO                  | 1                   | 0                   | 0                   | 12    | 1     | 0     |
| 2024                  | Charlotte FC          | MLS                   | 19          | 1           | 2           | -                     | -                     | -                     | -          | -          | -          | LCup                           | 1                              | 0                              | 0                              | -                   | -                   | -                   | -                   | 20    | 1     | 2     |
| Sous-total            | Sous-total            | Sous-total            | 28          | 2           | 2           | -                     | -                     | -                     | -          | -          | -          | -                              | 3                              | 0                              | 0                              | -                   | 1                   | 0                   | 0                   | 32    | 2     | 2     |
| 2024-2025             | KV Courtrai           | Division 1A           | 22          | 1           | 1           | 2                     | 0                     | 0                     | -          | -          | -          | -                              | -                              | -                              | -                              | PO3                 | 3                   | 0                   | 0                   | 27    | 1     | 1     |
| 2025-2026             | KV Courtrai           | Division 1B           | 2           | 0           | 0           | -                     | -                     | -                     | -          | -          | -          | -                              | -                              | -                              | -                              | -                   | -                   | -                   | -                   | 2     | 0     | 0     |
| Sous-total            | Sous-total            | Sous-total            | 24          | 1           | 1           | 2                     | 0                     | 0                     | -          | -          | -          | -                              | -                              | -                              | -                              | -                   | 3                   | 0                   | 0                   | 29    | 1     | 1     |
| Total sur la carrière | Total sur la carrière | Total sur la carrière | 346         | 32          | 45          | 44                    | 4                     | 2                     | 1          | 0          | 0          | -                              | 29                             | 1                              | 3                              | -                   | 62                  | 3                   | 3                   | 482   | 40    | 53    |

## Palmarès

### En club
|  |  | KV Courtrai - Coupe de Belgique : - Finaliste : 2012 |  | KAA La Gantoise - Championnat de Belgique (1) : - Champion : 2015 - Coupe de Belgique : - Finaliste : 2019 - Supercoupe de Belgique (1) : - Vainqueur : 2015 |  | Toulouse FC - Champion de France de Ligue 2 (1) : - Champion : 2022 - Coupe de France (1) : - Vainqueur : 2023 |